# Domenico Piacentino
Domenico Maria Piacentino (Trapani, 29 agosto 1893 – Trapani, 6 agosto 1943) è stato un imprenditore e politico italiano.

## Biografia
Imprenditore, fu presidente della Camera di Commercio di Trapani e della Banca del Popolo. Diviene Podestà di Trapani per il Partito Nazionale Fascista il 6 maggio 1936. In tale veste nel 1937, nel corso delle grandi manovre militari che si svolsero in provincia di Trapani, accolse in città il re Vittorio Emanuele III e il capo del governo Benito Mussolini. Rimase alla guida della città siciliana fino al dicembre 1938.
Morì ad Erice pochi giorni dopo l'ingresso degli Alleati a Trapani, il 6 agosto 1943, tre settimane prima di compiere 50 anni.